# Arco de Triunfo de Florencia

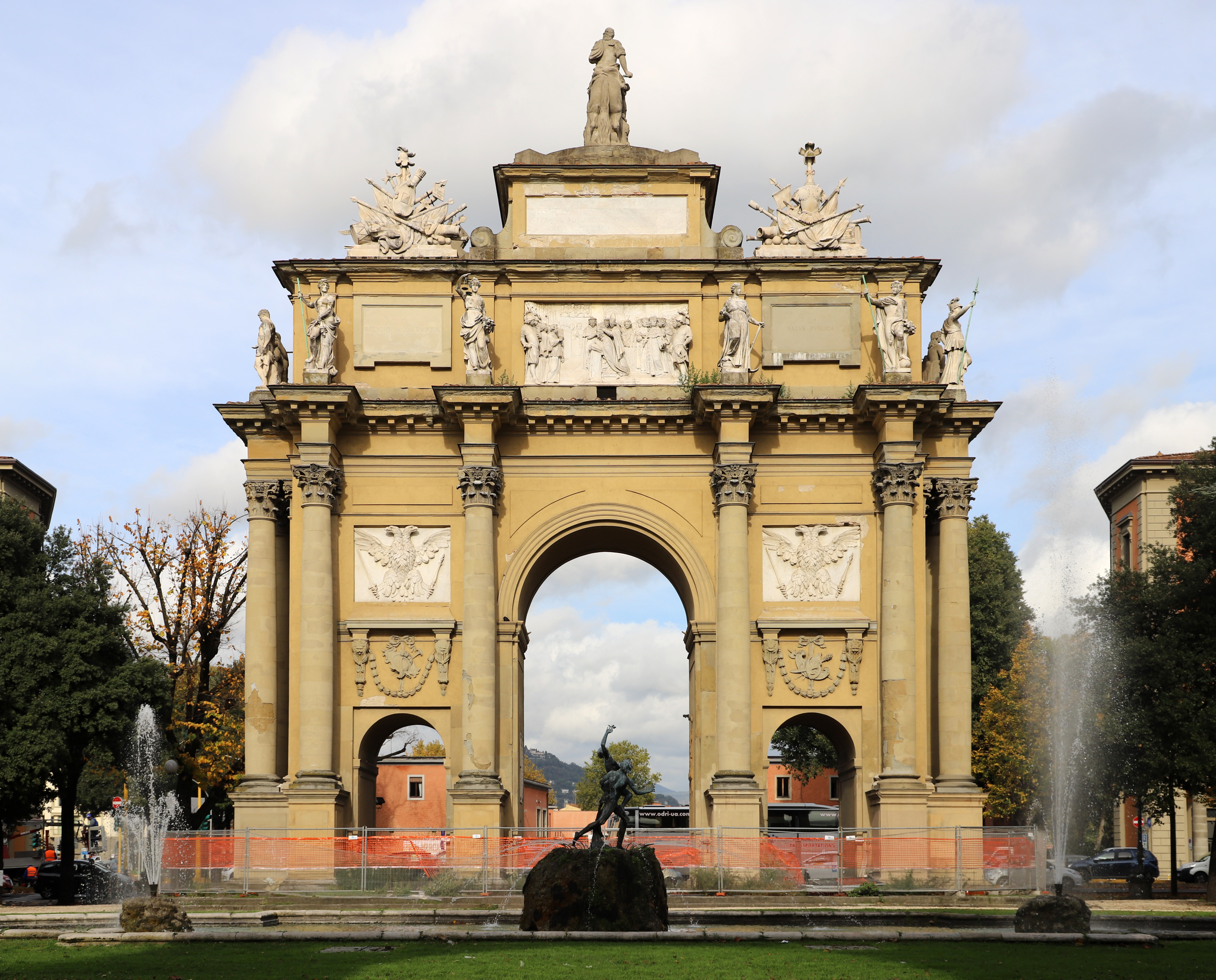
Lado sur del Arco de Triunfo.

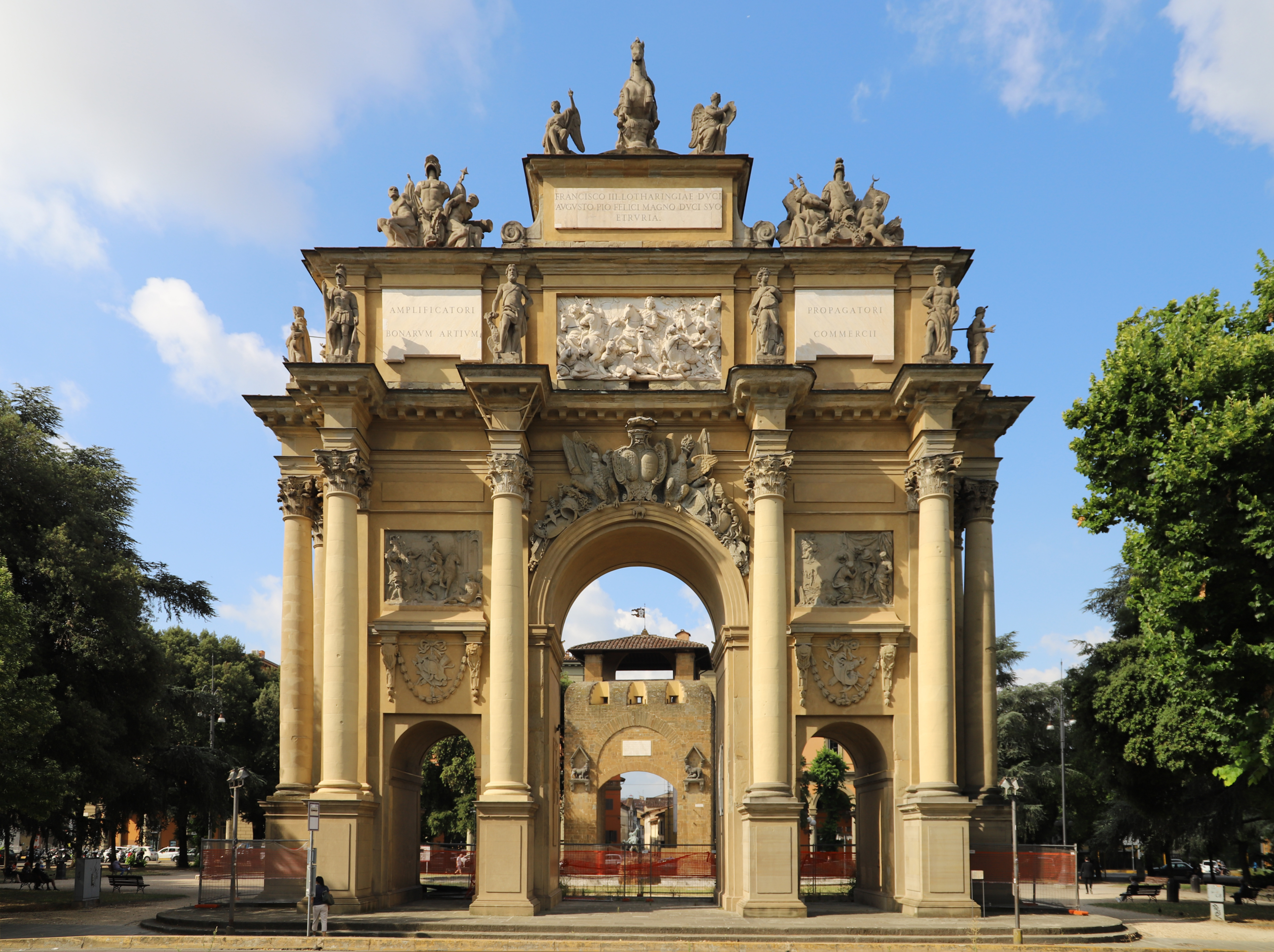
Lado norte del Arco de Triunfo. Detrás de él se puede ver la Porta San Gallo.

El Arco de Triunfo de Florencia o Arco de Triunfo de los Lorena es un monumento arquitectónico situado en la Piazza della Libertà de Florencia, Italia.
Construido en el siglo XVIII por el arquitecto Jean-Nicolas Jadot, en sus obras colaboró también el arquitecto Schamant y para decorarlo se escogieron artistas florentinos de la Academia de Bellas Artes, quienes realizaron las estatuas de divinidades mitológicas.
El arco, situado en el punto de acceso norte al centro histórico, apenas fuera de la Porta San Gallo, quería celebrar la llegada de los Habsburgo-Lorena a Florencia tras la extinción de la dinastía de los Médici.

## Historia
Fue construido en 1737, durante el llamado período de la regencia (1733-1765), cuando Francisco Esteban obtuvo el gran ducado de Toscana contra su voluntad y visitó Florencia en enero de 1739, evitando sin embargo residir allí. Cuando se convirtió en emperador en Viena, su segundo hijo Pedro Leopoldo heredó la Corona de Toscana, de la que tomó posesión con esmero. Siendo este último un soberano de carácter ilustrado, juzgó superfluas estas obras celebrativas.
Consideraba excesivamente ostentosa y retórica la arquitectura del arco, cuya decoración estaba dominada por el águila de los Habsburgo, unido a una serie de bajorrelieves que representan los triunfos de los Habsburgo e inscripciones rimbombantes en latín. Curiosamente, los Lorena hicieron siempre tanto su entrada como salida de la ciudad a través del arco: el 27 de abril de 1859 el gran duque Leopoldo II dejó la ciudad saliendo por la Porta San Gallo, acompañado por los florentinos, que lo despidieron con el grito Addio babbo Leopoldo! ("¡Adiós, papá Leopoldo!").
Una placa colocada en el lado interior del arco con fecha del 11 de noviembre de 1916 y dedicada al Rey Víctor Manuel III subraya el poder asumido por el pueblo tras la unificación italiana, en contraposición al poder dictatorial del Antiguo Régimen que representaría el arco. Los grandes duques acusados de "turbia" tiranía eran sin embargo antepasados directos del monarca Saboya.
Con la creación de los Viali di Circonvallazione entre 1865 y 1871, el arco pasó a encontrarse en el centro de una isla peatonal rodeada por calles y por un sistema de pórticos que están entre las obras más destacadas del arquitecto Giuseppe Poggi, supervisor de todo el proyecto urbanístico conocido como Risanamento.
En el pequeño parque-isla peatonal está incluida también la antigua Porta San Gallo, que formaba parte de las antiguas murallas, frente a la que se construyó una fuente circular que la separa del arco de triunfo.